# 張宣軌
张宣轨（？—531年），中山郡毋极县（今河北省无极县）人，南北朝北魏官员、军事人物。
张宣轨的父亲张感，字崇仁，是张纂的叔父。张宣轨幼年丧父，因侍奉母亲孝顺而闻名，历任郡功曹、州主簿。延昌年间，担任奉朝请、冀州征东府长流参军，又任相州中军府录事参军、定州别驾。后来，获授镇远将军、员外散骑常侍，出任相州抚军府司马。张宣轨性格豪放，不拘小节，不看重钱财，喜好施舍。葛荣包围邺城时，张宣轨与相州刺史李神一同立下了防御作战的功劳。永安年间，他因功绩被授予中山公的爵位。中兴元年（531年），他因事被治罪，在邺城去世。其子张子瑜。